# Travis Hamonic
Travis Hamonic (St. Malo, 16 agosto 1990) è un hockeista su ghiaccio canadese professionista, di ruolo difensore. Dalla stagione 2010-2011 gioca per i New York Islanders. Ha origini croate.

## Carriera
Dopo aver giocato in WHL con le maglie di Moose Jaw Warriors e Brandon Wheat Kings, nel 2010 diventa professionista unendosi ai New York Islanders, che lo avevano selezionato al draft 2008 come 53ªscelta. Dopo un breve periodo in AHL con gli affiliati dei Bridgeport Sound Tigers, il 24 novembre 2010 debuttò nell'incontro perso per 4-3 in overtime dalla sua squadra contro i Columbus Blue Jackets. Il 1º febbraio 2011 realizzò la sua prima rete in NHL, nella gara contro gli Atlanta Thrashers.
Nelle sue prime due stagioni, Hamonic è stato l'unico giocatore degli Islanders a chiudere il campionato con il plus/minus positivo.
Al termine della stagione 2012-2013, in cui ha debuttato nei playoff NHL, ha firmato un nuovo contratto da 7 anni, a 27 milioni di dollari, con i newyorchesi.